# Савченко Михайло Федорович (повний кавалер ордена Слави)
Михайло Федорович Савченко (нар. 10 травня 1912 — 7 вересня 1976) — учасник німецько-радянської війни, повний кавалер ордена Слави.

## Біографія
Народився 10 травня 1912 року в місті Фастів. Освіта початкова. Працював ковалем на заводі «Червоний Жовтень».
З травня 1941 року в рядах Червоної Армії.
З червня 1941 року в діючій армії. Бойовий хрещення прийняв на Західному фронті. 18 липня 1941 отримав легке поранення, 9 вересня 1941 року — вже важке. З 9 листопада 1943 року бився на 1-му Українському фронті. З березня 1944 року — на 2-му Українському фронті. З 20 жовтня 1944 року — 2-му Білоруському фронті. 17 березня 1945 року легко поранений.
Перший раз був представлений до нагороди восени 1944 року. У наказі по 194-му стрілецькому полку № 73-н від 15 листопада 1944 року підкреслено, що снайпер 7-ї стрілецької роти рядовий М. Ф. Савченко за період з 28 по 30 жовтня 1944 року в районі сіл Ізбіца і Дембі (нині гміна Сероцьк, Мазовецького воєводства Польщі) вогнем зі снайперської гвинтівки знищив 9 гітлерівців. За цей подвиг 15 листопада 1944 нагороджений медаллю «За відвагу».
У наступному нагородному листі вказується, що в період з 25 жовтня по 10 листопада 1944 року снайпер 194-го стрілецького полку (162-та стрілецька дивізія, 65-а армія, 1-й Білоруський фронт) рядовий М. Ф. Савченко в наступальних боях біля населеного пункту Дембі (20 км на північний захід від міста Радзимін, Польща) знищив 14 фашистів, в тому числі 2 снайперів. 25 листопада 1944 нагороджений орденом Слави 3-го ступеня.
За час наступальних боїв з 17 по 30 січня 1945 року в районі 30 км на схід від міста Бидгощ (Польща) снайпер 194-го стрілецького полку тієї ж дивізія і армії (2-й Білоруський фронт) єфрейтор М. Ф. Савченко винищив 38 ворогів, в тому числі 6 офіцерів, придушив 6 кулеметних точок противника. Тільки 27 січня 1945 року, опинившись в оточенні і відбиваючи шалені атаки противника біля залізничної станції Клархай (Польща), знищив 31 фашиста. 28 лютого 1945 нагороджений орденом Слави 2-го ступеня.
З 16 по 19 березня 1945 року єфрейтор М. Ф. Савченко, знищуючи ворожих кулеметників і снайперів, сприяв просуванню батальйону. 17 березня, в районі висоти 175.2 (на південний захід від міста Гдиня, Польща), знищив кулеметну точку і 2 снайперів. 19 березня 1945 року в бою за населений пункт Гросс-Катц (на південний захід від міста Гдиня) усунув зі строю двох офіцерів, одним з перших увірвався в населений пункт і взяв у полон 4 гітлерівців. Був поранений, але поля бою не покинув до виконання поставленого завдання. Всього за період з 16 по 19 березня 1945 року знищив 26 фашистів, в тому числі 4 снайпера і 3 кулеметника. 29 червня 1945 нагороджений орденом Слави 1-го ступеня.

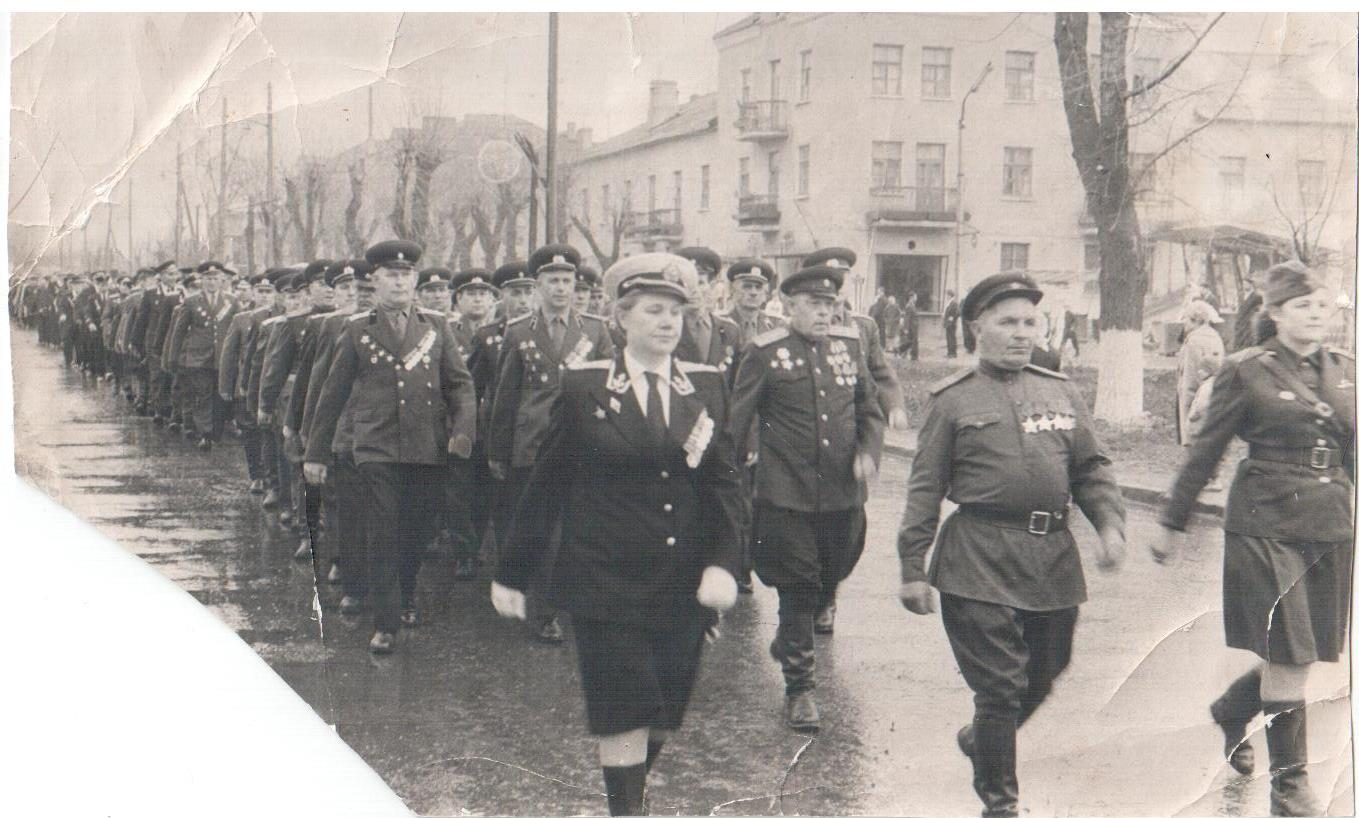
М.Савченко веде парад у Фастові

Згідно наявних даних, наведених в нагородних листах, на його рахунку не менше 78 знищених ворогів, включаючи 6 снайперів.
У 1945 році старшина М. Ф. Савченко демобілізований. Жив в місті Фастів. Працював ковалем на заводі.
Помер 7 вересня 1976, похований у місті Фастів (район Журавлівка).